# 布鲁斯尼克 (扎耶查尔市)
布鲁斯尼克（羅馬化：Brusnik）是塞尔维亚扎耶查爾區扎耶查尔市的一个村落。

## 公共噴泉與教堂
布鲁斯尼克东正教堂於1897年至1900年間建成。
在村落中有十幾座歷史超过100年的公共喷泉，這些噴泉皆於19世紀中期至20世紀中期間建成。米塔喷泉（Митина чесма）為當地最大的噴泉之一，由當地商人德米特里·米塔·科伊奇（Dimitrije Mita Kojić）於19世紀至20世紀間建成。

## 外部連結
- Brusnik, Serbia (in Serbian)[永久]